# Žranice
Žranice (anglicky Big Night) je americký film z roku 1996 režisérů Campbella Scotta a Stanleyho Tucciho. Hlavní role v něm hrají Minnie Driverová, Ian Holm, Isabella Rosselliniová a Tony Shalhoub.
Mezi oceněními, které film získal, patří nominace na Velkou cenu poroty na filmovém festivalu Sundance.